# Pilatus P-1
Il Pilatus P-1 fu un aereo da addestramento monomotore, monoposto, monoplano ad ala bassa, sviluppato dall'azienda aeronautica svizzera Pilatus Flugzeugwerke AG nei primi anni quaranta e rimasto allo stadio progettuale.
Primo progetto concepito dall'azienda, nelle intenzioni avrebbe dovuto equipaggiare i reparti delle Forze aeree svizzere, il progetto non si concretizzò in prodotti di serie, ma l'esperienza acquisita fu riversata nel successivo biposto P-2.

## Storia del progetto
All'inizio degli anni quaranta la componente aerea delle forze militari elvetiche si ritrovò nella necessità di rimpiazzare il parco velivoli destinati all'addestramento dei propri piloti, basato ancora su velivoli oramai sorpassati e di produzione straniera. Il coinvolgimento delle potenziali aziende fornitrici nelle vicende belliche legate alla seconda guerra mondiale, in particolare l'impossibilità di ricevere, per mancanza di disponibilità da Germania ed Italia di Arado Ar 96B e SAI Ambrosini S.7, costrinse a tentare di acquisire un contratto di produzione su licenza per i due modelli, azione che però non andò a buon fine. Per risolvere il problema una soluzione era quella di sviluppare il progetto per la realizzazione di un sostituto nazionale che ricoprisse quel ruolo.
A tale scopo alla fine d'ottobre 1940 la Pilatus decise di avviare la prima fase di progettazione di un modello adatto a tale ruolo, ispirato agli studi preliminari curati dall'ingegnere Henry Fierz. Il modello era relativo a un velivolo dalle dimensioni compatte, caratterizzato dalla costruzione a tecnica mista: la fusoliera era realizzata con struttura a tubi d'acciaio saldati, ricoperta in parte da pannelli metallici e in parte in tela trattata, e integrava la cabina di pilotaggio monoposto di tipo chiuso; la velatura era di tipo monoplana, con piano alare collocato basso sulla fusoliera realizzato con struttura lignea basata su un singolo longherone ricoperta da pannelli di compensato, nella quale si ritraevano con movimento verso l'esterno le gambe principali del carrello d'atterraggio, quest'ultimo di tipo triciclo posteriore con ruotino d'appoggio posizionato sotto la coda.
La propulsione proposta era affidata ad un motore Argus As 10, un 8 cilindri a V invertita raffreddato ad aria che nella versione E2 era in grado di erogare una potenza pari a 240 CV (180 kW), collocato nel naso del velivolo racchiuso in una cofanatura metallica e abbinato a un'elica bipala.